# Leptecophylla
Leptecophylla là một hoa của thực vật có hoa trong họ Ericaceae. Chi này gồm các loài bản địa đông nam Úc, New Zealand, Papua New Guinea và Quần đảo Thái Bình Dương. Một số loài trong chi này trước đây được xếp vào chi Cyathodes, Lissanthe, Styphelia và Trochocarpa.

## Loài
Thời điểm tháng 12 năm 2018, Plants of the World Online chấp nhật 12 loài:
- Leptecophylla abietina (Labill.) C.M.Weiller (Tasmania)
- Leptecophylla brassii (Sleumer) C.M.Weiller (New Guinea)
- Leptecophylla brevistyla (J.W.Moore) C.M.Weiller (quần đảo Society)
- Leptecophylla divaricata (Hook.f.) C.M.Weiller (đông Tasmania)
- Leptecophylla juniperina (J.R.Forst. & G.Forst.) C.M.Weiller (Victoria, Tasmania và New Zealand)
- Leptecophylla mariannensis (Kaneh.) C.M.Weiller (quần đảo Marianas)
- Leptecophylla pendulosa (Jarman) C.M.Weiller (đông bắc Tasmania)
- Leptecophylla pogonocalyx C.M.Weiller (Tasmania)
- Leptecophylla pomarae (A.Gray) C.M.Weiller (Tahiti)
- Leptecophylla rapae (Sleumer) C.M.Weiller (Rapa Iti và quần đảo Austral)
- Leptecophylla robusta (Hook.f.) C.M.Weiller (quần đảo Chatham ở New Zealand)
- Leptecophylla tameiameiae (Cham. & Schltdl.) C.M.Weiller (Hawaiian và quần đảo Marquesas)

Leptecophylla imbricata (Stschegl.) C.M.Weiller được coi là một loài riêng biệt bởi một số nguồn, nhưng được nhiều tác giả khác xem là một đồng nghĩa của Leptecophylla tameiameiae.